# Pałac w Lipie
Pałac w Lipie – zespół pałacowy we wsi Lipa w powiecie jaworskim. 
W skład zespołu pałacowo-folwarcznego wchodzi m.in. budynek dawnego dworu z końca XVI w. przebudowany na formę pałacową w XIX w. Jest to murowany, 10-osiowy, dwukondygnacyjny budynek z użytkowym poddaszem, okrywa go dwuspadowy dach o małym nachyleniu. Przed pałacem znajduje się dziedziniec otoczony budynkami gospodarczymi z XVIII i XIX w., za pałacem natomiast zaniedbany park z małym stawem.